# トリニティーライン
トリニティーライン（TRINITYLINE）は、大正製薬が発売する化粧品のブランド名である。
2022年3月までは大正製薬の子会社であったドクタープログラムが製造・販売していたが、同年4月の吸収合併に伴って大正製薬がブランドを継承した。

## 概要
2002年にドクタープログラムがオリジナルブランドとして発売。かつてはバラエティショップを中心とした店頭販売も行われていたが、現在は通信販売ルートでの販売となる。カタログを通じた電話注文とインターネット注文があり、インターネット注文に関しては2019年10月にドクタープログラムの直営WEBショップから大正製薬が運営する「TAISHO BEAUTY ONLINE」に「トリニティーライン」を新たに取り扱う形で統合された。

## 製品一覧
メイク落とし・洗顔料
- クレンジング オイル
- ウォッシング フォーム
- マイルド ピール ソープ
- ミネラルクレイウォッシュ
- クレンジング バーム

オールインワン
- ジェルクリーム プレミアム
- Hazumie エッセンスジェル
- シロサエ リンクルクリアジェル【医薬部外品】 - 2022年11月発売、大正製薬に移行してから初めて発売された製品でもある。

化粧水
- モイストローション プレミアムEX
- Hazumie ハリケアローション
- シロサエ ブライトニングローション【医薬部外品】 - 「リンクルクリアジェル」の発売に伴い、2022年11月にパッケージデザインを変更。

美容液
- オイルエッセンス

日やけ止め・下地
- 薬用ホワイトニング UVミルクプロテクション
- トーンアップ UVクリーム

ベースメイク
- BBクリーム
- リクイド カバー ファンデーション
- カラー ルース パウダー
- ミネラルパウダー ファンデーション